# Ilja Leontjewitsch Rabinowitsch
Ilja Leontjewitsch Rabinowitsch (russisch Илья Леонтьевич Рабинович, wiss. Transliteration Il'ja Leont'evič Rabinovič; * 11. Maijul. / 23. Mai 1891greg. in Sankt Petersburg; † 1942 in Molotow oder † 23. April 1942 in Kirow) war ein russisch-sowjetischer Schachspieler.

## Leben
Rabinowitsch, von Beruf Lehrer, war in den Jahren 1910 bis 1912 ein aufstrebender jugendlicher Spieler im St. Petersburger Schachklub, wo ihm zahlreiche Erfolge gelangen. 1911 und 1912 nahm er an der Meisterschaft Russlands teil. 1914 nahm er als Vertreter seines Klubs in Mannheim am Kongress des Deutschen Schachbundes teil und gewann das Hauptturnier, wonach er den Meistertitel verliehen bekam. Während des Turniers brach der Erste Weltkrieg aus und die russischen Spieler, darunter auch Alexander Aljechin, Efim Bogoljubow, Alexei Selesnjow u. a., wurden interniert. Während der Internierung veranstalteten die russischen Meister zahlreiche Privatturniere, an denen Rabinowitsch mit großem Erfolg teilnahm. Nach Beendigung des Krieges kehrte Rabinowitsch in seine Heimatstadt zurück und wurde einer der führenden Spieler Leningrads. Daneben half er als Funktionär und Publizist tatkräftig beim Aufbau des Schachlebens in der neu gegründeten Sowjetunion. U. a. leitete er den Schachteil der Leningradskaja Prawda und veröffentlichte zahlreiche Schachbücher. Aus seinem Endspielbuch sind einige Studien bekannt.
1925 war Rabinowitsch der erste sowjetische Meister, der an einem Auslandsturnier teilnahm: er wurde in Baden-Baden Siebter. Vier Mal wurde er Meister von Petrograd bzw. Leningrad: 1920, 1925, 1928 und 1940/41. Er nahm an acht UdSSR-Meisterschaften teil, wobei ihm sein größter sportlicher Erfolg 1934 gelang, als er gemeinsam mit Grigori Löwenfisch UdSSR-Meister wurde. Er nahm 1925 und 1934 an den beiden ersten internationalen Turnieren in Moskau teil. Während der Leningrader Belagerung 1942 wurde er wegen Unterernährung nach Perm evakuiert und verstarb im Lazarett.

## Werke (Auswahl)
- Endspiel, Leningrad 1928 (Weitere Auflagen 1938 und 1939).
- Debjut [Eröffnung], Leningrad 1931.